# Sotto casa (singolo)
Sotto casa è un singolo del cantautore italiano Max Gazzè, il primo estratto dall'album omonimo pubblicato il 13 febbraio 2013.

## Il brano
La canzone si è classificata settima alla 63ª edizione del Festival di Sanremo.
Gazzè ha raccontato che l'idea di questo brano è nata dopo che l'autore e suo fratello Francesco hanno aperto la porta di casa ad alcuni Testimoni di Geova che sono rimasti in casa a predicare l'intera mattinata.

## Video musicale
Il video è stato presentato su YouTube il 25 febbraio 2013, superando i quattro milioni di contatti nei primi due mesi di programmazione ed è uno dei più trasmessi dalle emittenti televisive.
Girato dal regista Lorenzo Vignolo nella frazione romana di Tor Bella Monaca, vede il cantante nelle vesti di un caricaturale predicatore, con eterocromia e vestito mefistofelico. Con il suo compagno, interpretato dal figlio Samuele, irrompe nel quartiere bussando porta a porta con alterni risultati. Riesce ad entrare in una famiglia inizialmente riluttante, per poi uscire per strada ballando accolto dai passanti in festa.

## Successo commerciale
Il brano raggiunge un ottimo successo commerciale, raggiungendo dopo soli tre mesi il disco di platino per le oltre 30 000 copie digitali vendute.
Nella classifica di fine anno pubblicata da FIMI, Sotto casa si posiziona diciannovesima nei 100 singoli più venduti del 2013.
Risulta essere il secondo singolo italiano più venduto dopo il brano L'essenziale di Marco Mengoni, vincitore del Festival di Sanremo dello stesso anno, e vince il Sanremo Hit Award Airplay Radio.
Ha raggiunto anche la seconda posizione dei brani più trasmessi in radio.

## Classifiche

### Classifiche settimanali
| Classifica (2013) | Posizione massima |
| ----------------- | ----------------- |
| Italia            | 2                 |

### Classifiche di fine anno
| Classifica (2013) | Posizione |
| ----------------- | --------- |
| Italia            | 19        |